# Clube Desportivo Cinfães
El CD Cinfães es un equipo de fútbol de Portugal que milita en el Campeonato de Portugal, la cuarta liga de fútbol más importante del país.

## Historia
Fue fundado en el año 1931 en la ciudad de Cinfães en el distrito de Vizeu y ha pasado gran parte de su historia jugando en los campeonatos regionales de Viseu, hasta que en la temporada 1987/88 ascendió a la Tercera División de Portugal, donde se mantuvo por 8 temporadas hasta su descenso a las ligas regionales sin lograr superar el 7º lugar.
En la temporada 2010/11 consiguieron ascender por primera vez a la Segunda División de Portugal, permaneciendo incluso tras la fusión de la segunda y tercera división, creando el actual Campeonato Nacional de Seniores.
A nivel de Copa de Portugal han tenido dos participaciones en las que han alcanzado los octavos de final, siendo en ambas eliminado por el FC Porto.